# Episodi di Gustavo (serie animata) (prima stagione)
La prima stagione della serie animata ungherese Gustavo (Gusztáv), realizzata originariamente per il cinema nel biennio 1964-1965, e composta da 24 episodi, è andata in onda in televisione dal 3 aprile 1966 al 21 luglio 1968 sulla Magyar Televízió.
| nº | Titolo originale         | Titolo tradotto                 | Prima TV Ungheria | Prima TV Italia |
| -- | ------------------------ | ------------------------------- | ----------------- | --------------- |
| 1  | Gusztáv, az állatbarát   | Gustavo amico degli animali     | 3 aprile 1966     |                 |
| 2  | Gusztáv, jó éjszakát     | Buona notte Gustavo             | 1º maggio 1966    |                 |
| 3  | Gusztáv soron kívül      | Gustavo è fuori forma           | 8 maggio 1966     |                 |
| 4  | Gusztáv késik            | Gustavo è in ritardo            | 15 maggio 1966    |                 |
| 5  | Gusztáv ágyban marad     | Gustavo resta a letto           | 22 maggio 1966    |                 |
| 6  | Gusztáv, a szalmaözvegy  | Gustavo ha la coda di paglia    | 29 maggio 1966    |                 |
| 7  | Gusztáv, az életmentő    | Gustavo il bagnino              | 19 giugno 1966    |                 |
| 8  | Gusztáv plusz egy fő     | Gustavo e l'altro               | 3 luglio 1966     |                 |
| 9  | Gusztáv, a jó szomszéd   | Gustavo il buon vicino          | 26 giugno 1966    |                 |
| 10 | Gusztáv, a széplelkű     | Gustavo di buon cuore           | 24 aprile 1966    |                 |
| 11 | Gusztáv udvarias         | Gustavo è gentile               | 12 giugno 1966    |                 |
| 12 | Gusztáv és a köztulajdon | Gustavo e l'inconscio           | 24 luglio 1966    |                 |
| 13 | Gusztáv drága            | La sofferenza di Gustavo        | 11 settembre 1966 |                 |
| 14 | Gusztáv válik            | Gustavo diventa padre           | 10 luglio 1966    |                 |
| 15 | Gusztáv egeret fog       | Gustavo cattura un topolino     | 17 luglio 1966    |                 |
| 16 | Gusztáv, a pacifista     | Gustavo il pacifista            | 10 aprile 1966    |                 |
| 17 | Gusztáv henceg           | Gustavo il vanitoso             | 31 luglio 1966    |                 |
| 18 | Gusztáv sakkozik         | Gustavo giocatore di scacchi    | 7 agosto 1966     |                 |
| 19 | Gusztáv és a tanácsadók  | Gustavo consulente assicurativo | 25 settembre 1966 |                 |
| 20 | Gusztáv és a pénztárca   | Gustavo e il portafoglio        | 2 ottobre 1966    |                 |
| 21 | Gusztáv, a társaslény    | Gustavo il socievole            | 16 ottobre 1966   |                 |
| 22 | Gusztáv lefogy           | Gustavo e la cura dimagrante    | 17 aprile 1966    |                 |
| 23 | Gusztáv tyúkja           | Il pollo di Gustavo             | 9 ottobre 1966    |                 |
| 24 | Gusztáv a törvény ellen  | Gustavo fuorilegge              | 21 luglio 1968    | 21 gennaio 1969 |

## Gusztáv, az állatbarát
- Titolo tradotto: Gustavo amico degli animali
- Prima televisiva ungherese: 3 aprile 1966
- Regia: József Nepp

### Trama
L'unico fedele compagno di Gustavo è il suo cane.

## Gusztáv, jó éjszakát
- Titolo tradotto: Buona notte Gustavo
- Prima televisiva ungherese: 1º maggio 1966
- Regia: Gyula Macskássy

### Trama
Gustavo quando è al lavoro si lascia andare a sogni di grandezza.

## Gusztáv soron kívül
- Titolo tradotto: Gustavo è fuori forma
- Prima televisiva ungherese: 8 maggio 1966
- Regia: József Nepp

### Trama
Gustavo non è in grado di evitare la fatica di stare in fila.

## Gusztáv késik
- Titolo tradotto: Gustavo è in ritardo
- Prima televisiva ungherese: 15 maggio 1966
- Regia: Miklós Temesi

### Trama
Gustavo cade vittima dell'immaginazione di sua moglie.

## Gusztáv ágyban marad
- Titolo tradotto: Gustavo resta a letto
- Prima televisiva ungherese: 22 maggio 1966
- Regia: Attila Dargay

### Trama
Gustavo vuole restare a letto ma la sua pigrizia ha gravi conseguenze.

## Gusztáv, a szalmaözvegy
- Titolo tradotto: Gustavo ha la coda di paglia
- Prima televisiva ungherese: 29 maggio 1966
- Regia: Marcell Jankovics

### Trama
Gustavo vuole farsi da parte, ma fallirà nei suoi intenti.

## Gusztáv, az életmentő
- Titolo tradotto: Gustavo, il bagnino
- Prima televisiva ungherese: 19 giugno 1966
- Regia: Gyula Macskássy

### Trama
Gustavo mentre lavora come bagnino simpatizza con un uomo che sta annegando, ma non lo salva.

## Gusztáv plusz egy fő
- Titolo tradotto: Gustavo e l'altro
- Prima televisiva ungherese: 3 luglio 1966
- Regia: Tamás Szabó Sipos

### Trama
Nella sua immaginazione, Gustavo crede che il suo compagno di viaggio sia forte e cattivo.

## Gusztáv, a jó szomszéd
- Titolo tradotto: Gustavo il buon vicino
- Prima televisiva ungherese: 26 giugno 1966
- Regia: Marcell Jankovics

### Trama
Gustavo sta facendo tutto il possibile per vendicare le presunte lamentele del vicino di casa.

## Gusztáv, a széplelkű
- Titolo tradotto: Gustavo di buon cuore
- Prima televisiva ungherese: 24 aprile 1966
- Regia: Attila Dargay

### Trama
Gustavo, per proteggere il suo fiore, non risparmia nessuno.

## Gusztáv udvarias
- Titolo tradotto: Gustavo è gentile
- Prima televisiva ungherese: 12 giugno 1966
- Regia: Miklós Temesi

### Trama
Gustavo tenta di rimanere educato in una situazione pericolosa, ma perde presto la testa.

## Gusztáv és a köztulajdon
- Titolo tradotto: Gustavo e l'inconscio
- Prima televisiva ungherese: 24 luglio 1966
- Regia: Attila Dargay

### Trama
Gustavo, a causa di un brutto sogno, cambia atteggiamento verso gli altri.

## Gusztáv drága
- Titolo tradotto: La sofferenza di Gustavo
- Prima televisiva ungherese: 11 settembre 1966
- Regia:  József Nepp

### Trama
Gustavo nel suo sogno soffre degli errori commessi durante la vita.

## Gusztáv válik
- Titolo tradotto: Gustavo diventa padre
- Prima televisiva ungherese: 10 luglio 1966
- Regia: Miklós Temesi

### Trama
Gustavo e sua moglie non possono divorziare perché entrambi si aggrappano ai loro figli. Aspettano la benedizione del prossimo bambino, ma poi nascono due gemelli.

## Gusztáv egeret fog
- Titolo tradotto: Gustavo cattura un topolino
- Prima televisiva ungherese: 17 luglio 1966
- Regia: József Nepp

### Trama
Gustavo inizia una caccia in macchina contro il topolino che disturba la sua pace, ma vedendo la sua eroica resistenza, accetta la famiglia del topolino come i suoi migliori amici.

## Gusztáv, a pacifista
- Titolo tradotto: Gustavo il pacifista
- Prima televisiva ungherese: 10 aprile 1966
- Regia: József Nepp

### Trama
Gustavo, scioccato dai film violenti visti in televisione, decide di prevenirla facendo sparire dalla casa gli oggetti contundenti e tagliando le unghie del suo gatto. Una volta fuori, cerca di comportarsi gentilmente, ma viene accusato di aggressione e rinchiuso in carcere.

## Gusztáv henceg
- Titolo tradotto: Gustavo il vanitoso
- Prima televisiva ungherese: 31 luglio 1966
- Regia: Miklós Temesi

### Trama
Gustavo è sempre orgoglioso di essere un grande pescatore, ma non può dimostrarlo.

## Gusztáv sakkozik
- Titolo tradotto: Gustavo giocatore di scacchi
- Prima televisiva ungherese: 7 agosto 1966
- Regia: Gyula Macskássy

### Trama
Gustavo gioca a scacchi da solo e i suoi due io, lo sconfitto e il vincitore, si scontrano.

## Gusztáv és a tanácsadók
- Titolo tradotto: Gustavo consulente assicurativo
- Prima televisiva ungherese: 25 settembre 1966
- Regia: Attila Dargay

### Trama
Gustavo è talmente arrabbiato con i riparatori di automobili che finisce per diventare egli stesso consulente d'assicurazione.

## Gusztáv és a pénztárca
- Titolo tradotto: Gustavo e il portafoglio
- Prima televisiva ungherese: 2 ottobre 1966
- Regia: Lajos Remenyik

### Trama
A causa di un portafoglio, Gustavo scopre che l'avidità è una caratteristica umana ridicola e spregevole.

## Gusztáv, a társaslény
- Titolo tradotto: Gustavo il socievole
- Prima televisiva ungherese: 16 ottobre 1966
- Regia: Marcell Jankovics

### Trama
A Gustavo manca il senso della comunità, ma quando si mette nei guai, ha immediatamente bisogno delle persone.

## Gusztáv lefogy
- Titolo tradotto: Gustavo e la cura dimagrante
- Prima televisiva ungherese: 17 aprile 1966
- Regia: Marcell Jankovics

### Trama
Gustavo ha difficoltà a perdere peso e, quando si sottopone a una cura dimagrante per avere successo con le donne, non ottiene il successo desiderato.

## Gusztáv tyúkja
- Titolo tradotto: Il pollo di Gustavo
- Prima televisiva ungherese: 9 ottobre 1966
- Regia: Attila Dargay

### Trama
Gustavo ha un nuovo aiutante e amico, un pollo schiuso da un uovo e cresciuto enorme.

## Gusztáv a törvény ellen
- Titolo tradotto: Gustavo fuorilegge
- Prima televisiva ungherese: 21 luglio 1968
- Regia: Miklós Temesi

### Trama
Gustavo si scontra con la polizia e si vendica di un prigioniero evaso dal carcere, ma questo non lo ringrazia per le sue buone azioni.